# Danh sách quân chủ Gaeta
Dưới đây là danh sách nhà cai trị xứ Gaeta dưới các tước hiệu hypatos, patrikios, quan chấp chính và công tước. Nhiều niên đại còn chưa chắc chắn và đôi lúc trong tình trạng có quyền cai trị, với đồng cai trị và quan hệ bá chủ-chư hầu vẫn mơ hồ.

## Triều đại Hy Lạp

### Hypatos
- Constantinus (839-866)
- Marinus I (866-890)
- Docibilis I (867-906)
- John I (867-933 hoặc 934), còn là patrikios từ năm 877

### Công tước
- Docibilis II (914 or 915-954), đồng hypatos từ năm 906
- John II (954-962 or 963), đồng công tước từ năm 933 hoặc 934, quan chấp chính
- Gregory (962 or 963-978)
- Marinus II (978-984)
- John III (984-1008 or 1009), đồng công tước từ năm 979
- John IV (1008 or 1009-1012), đồng công tước từ năm 991
- Leo I (1012), được gọi là Kẻ tiếm vị, cố chiếm lại Gaeta từ tay Guaimar vào năm 1042
- John V (1012-1032), còn là quan chấp chính 
  - Emilia, bà ngoại, nhiếp chính (1012-1027)
  - Leo II, chú, giám hộ (1015-1024)

## Triều đại Lombard

### Công tước
Năm 1041, Guaimar đã giao quyền kiểm soát trực tiếp và danh hiệu của mình cho bá tước Aversa. Năm 1058, Gaeta bị lệ thuộc vào bá tước Aversa, rồi sau là thân vương Capua.
- Pandulf I (1032-1038)
- Pandulf II (1032-1038), đồng công tước
- Guaimar (1038-1045)
  - Ranulf (1041-1041)
  - Asclettin (1045)
- Atenulf I (1045-1062), còn là bá tước Aquino
- Atenulf II (1062-1064), còn là bá tước Aquino
  - Maria, nhiếp chính (1062-1065), con gái của Pandulf I, vợ của Atenulf I và William I, và là mẹ của Atenulf II và Lando

## Triều đại Norman

### Công tước và quan chấp chính
Đây là những chư hầu của thân vương Capua. Vương công Richard I và còn là Jordan I đã sử dụng danh hiệu công tước và quan chấp chính từ năm 1058 và tương tự vào năm 1062.
- William I (1064)
- Lando (1064-1065), còn là bá tước Traietto
- Dannibaldo (1066-1067)
- Geoffrey (1068-1086)
- Reginald (từ 1086)
- Gualganus (tới 1091)
- Landulf (1091-1103)
- William II (1103-1104 hoặc 1105)
- Richard II (1104 hoặc 1105-1111)
- Andrew (1111-1112)
- Jonathan (1112-1121)
- Richard III (1121-1140)

Năm 1140, Gaeta được chuyển trực tiếp sang tay Vua Sicilia, Roger II. Dưới thời dòng họ Hautevilles và Hohenstaufen, các triều vua đều tiếp tục lưu hành tiền xu như là nhà lãnh đạo của Gaeta cho đến năm 1229.

## Danh hiệu chiến thắng
Vào giữa thế kỷ 19, quân nhân, chính trị gia và nhà ngoại giao Enrico Cialdini (1811–1892) đã tạo ra Duca di Gaeta thuộc về Vua của Ý như một danh hiệu chiến thắng nhằm công nhận vai trò của mình trong Cuộc vây hãm Gaeta (1860).